# Château de la Motte-Husson
Château de la Motte-Husson er et slot i nyrenæssancestil, der ligger i den lille købstad Martigné-sur-Mayenne, i det franske départementet Mayenne.
Fra 1100- til 1300-tallet lå der en lille borg på stedet. I 1600 blev ejendommen købt af Baglion de la Dufferie-familien. Den nuværende bygning stammer fra 1868-1874, hvor den blev opført af grevinde Louise-Dorothée de Baglion de la Dufferie.
I dag ejes slottet af Dick Strawbridge og hans hustru Angel, der købte det i 2015 for £280.000. Siden har Channel 4 produceret tv-serien Escape to the Chateau der følger familiens renovering og ombygning af slottet.